# Wintonotitan
Wintonotitan là một chi khủng long, được Hocknull White Tischler Cook Calleja T. Sloan & Elliott mô tả khoa học năm 2009.